# Marcia Mae Jones
Marcia Mae Jones, née le 1er août 1924 à Los Angeles, en Californie, et morte le 2 septembre 2007, dans cette ville, est une actrice américaine dont la carrière a couvert trois décennies.

## Biographie
Elle est la plus jeune des quatre enfants de l'actrice Freda Jones (1897–1976). Ses trois frères et sœurs (Margaret, Macon et Marvin Jones) étaient également des enfants acteurs. Leur relation était tendue à cause de leur statut inégal dans le monde du cinéma. Elle avait déclaré : « J'entendais constamment : « Tu dois te taire ; Marcia Mae doit apprendre ses répliques. » C'était Marcia Mae ceci, Marcia Mae cela. C'est de là que venait la jalousie de mes frères et sœurs. Ils m'en voulaient, alors que c'était ma mère qui faisait cela. ».
Elle fait ses débuts au cinéma en 1926, à l'âge de deux ans, dans le film Marisa, l'enfant volée (Mannequin). Elle enchaîne les rôles d'enfant, souvent non crédités au générique. C'est dans les années 1930 qu'elle va percer en tant qu'enfant acteur avec d'importants seconds rôles : elle est Clara, la fillette handicapée dans Heidi la sauvageonne (1937) au côté de Shirley Temple, et la vile Lavinia qui persécute l’orpheline Sara (incarnée par Shirley Temple) dans Petite Princesse en 1939.
Elle s'épanouit en une jeune fille blonde aux yeux écarquillés et à la bonne mine, et tournera régulièrement jusqu'à la fin de son adolescence, notamment dans une série de films romantiques produits par le studio Monogram Pictures, qui l'engage en 1940. Jackie Moran sera son partenaire à plusieurs reprises dans des série B des années 1940.
Jeune adulte, elle continue sa carrière au cinéma : Crime au pensionnat (Nine Girls, 1943), Arson, Inc. (en). Au cours des années 50, elle se tourne vers la télévision et joue dans des séries télévisées de western : Cisco Kid et The Adventures of Wild Bill Hickok (en), puis, en 1964, dans un soap opera, Peyton Place.
Son dernier rôle au cinéma est dans le film de 1974, Nos plus belles années (The Way We Were), avec Barbra Streisand et Robert Redford.
Marcia Mae Jones meurt en 2007, à l'âge de 83 ans, de complications de la pneumonie.

## Vie privée
Elle épouse Robert Chic, un officier de la marine marchande, avec qui elle a deux fils, Denny (né en 1945) et Tim (né en 1947). Elle se remarie en 1955 avec Bill Davenport, un écrivain pour la télévision, mais elle divorce en raison des problèmes d'alcool et de drogue de son mari,.

## Filmographie partielle

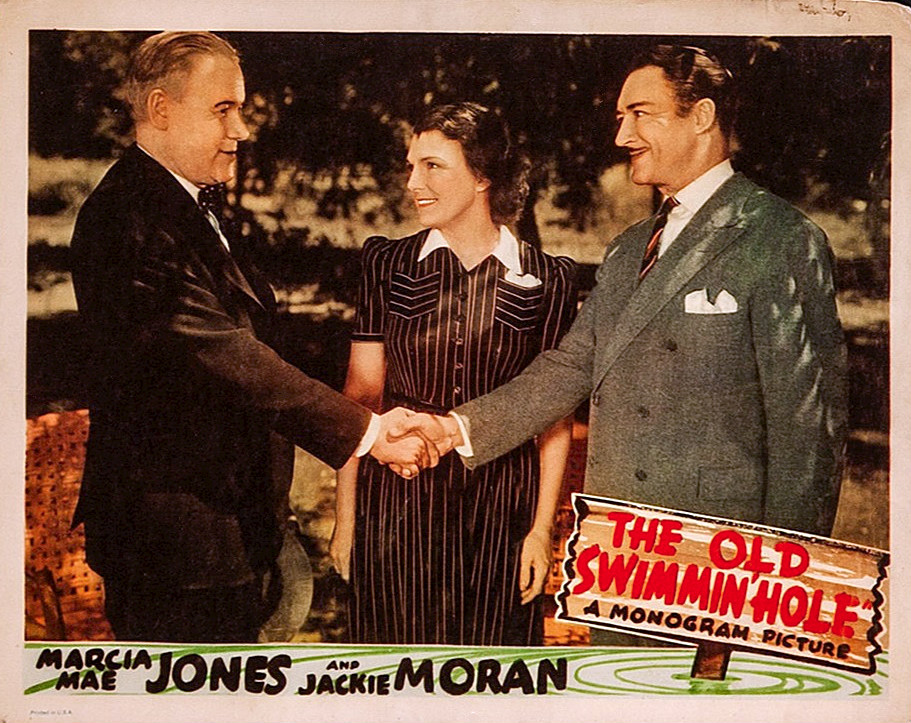
Marcia Mae Jones dans The Old Swimmin' Hole (1940).

- 1926 : Marisa, l'enfant volée (Mannequin) de James Cruze : Joan Herrick bébé (non crédité)
- 1927 : Smile, Brother, Smile (en) de John Francis Dillon
- 1929 : The Bishop Murder Case de David Burton : l'enfant affamé dans le parc (non crédité)
- 1930 : La Féerie du jazz (King of Jazz) de John Murray Anderson : (rôle non crédité)
- 1931 : L'Ange blanc (Night Nurse) de William A. Wellman : Nanny Ritchey (non crédité)
- 1931 : Scène de la rue (Street Scene) de King Vidor : une petite fille (non crédité)
- 1931 : Le Champion (The Champ) de King Vidor : Mary Lou Carleton
- 1932 : What Price Hollywood? de George Cukor : la petite fille aux fleurs, au mariage (non crédité)
- 1933 : Doctor Bull de John Ford : Ruth, une écolière
- 1934 : Images de la vie (Imitation of life) de John M. Stahl : la camarade classe de Peola Frontrow (non crédité)
- 1935 : Le Démon de la politique (The County Chairman) de John G. Blystone : une écolière (non crédité)
- 1935 : A Dog of Flanders d'Edward Sloman : une petite fille à la fête (non crédité)
- 1935 : This Is the Life de Marshall Neilan : une fille au pique-nique (non crédité)
- 1936 : Ils étaient trois (These Three) de William Wyler : Rosalie
- 1936 : La Petite Dame (Gentle Julia) de John G. Blystone : une fille à la fête (non crédité)
- 1936 : Le Jardin d'Allah (The Garden of Allah) de Richard Boleslawski : 1re fillette au couvent (non crédité)
- 1937 : Two Wise Maids (en) de Samuel Ornitz : Geraldine « Jerry » Karns
- 1937 : Justice des montagnes (Mountain Justice) de Michael Curtiz : Bethie Harkins
- 1937 : La Vie d'Émile Zola (The Life of Emile Zola) de William Dieterle : Helen Richards
- 1937 : Heidi la sauvageonne (Heidi) d'Allan Dwan : Clara Sesemann
- 1937 : Lady Behave! (en) de Lloyd Corrigan : Patricia Cormack
- 1938 : Les Aventures de Tom Sawyer (The Adventures of Tom Sawyer) de Norman Taurog : Mary Sawyer
- 1938 : Délicieuse (Mad About Music) de Norman Taurog : Olga
- 1938 : Barefoot Boy de Karl Brown : Pige Blaine
- 1939 : Petite Princesse (The Little Princess) de Walter Lang : Lavinia
- 1939 : The Flying Irishman de Leigh Jason : l'adolescente posant pour le photographe (non crédité)
- 1939 : Premier Amour (First Love) de Henry Koster : Marcia Parker
- 1939 : Meet Dr. Christian (en) de Bernard Vorhaus : Marilee
- 1940 : Tomboy de Robert F. McGowan : Pat Kelly
- 1940 : Anne of Windy Poplars de Jack Hively : Jen Pringle
- 1940 : Haunted House de Robert F. McGowan : Mildred « Millie » Henshaw
- 1940 : The Old Swimmin' Hole (en) de Robert F. McGowan : Betty Elliott
- 1941 : Toute à toi (Nice Girl?) de Leigh Jason : l'amie de Jane
- 1941 : The Gang's All Here (en) de Jean Yarbrough : Patsy Wallace
- 1941 : Let's Go Collegiate (en) de Jean Yarbrough : Bess Martin
- 1942 : Secrets of a Co-Ed (en) de Joseph H. Lewis : Laura Wright
- 1943 : The Youngest Profession d'Edward Buzzell : Vera Bailey
- 1943 : Fille d'artistes (Nobody's Darling) d'Anthony Mann : Lois
- 1943 : Top Man de Charles Lamont : Erna Lane
- 1943 : Crime au pensionnat (Nine Girls) de Leigh Jason : Shirley Berke
- 1944 : Lady in the Death House (en) de Steve Sekely : Suzy Kirk Logan
- 1945 : Snafu (en) de Jack Moss : Martha
- 1948 : Street Corner (en) d'Albert H. Kelley : Lois Marsh
- 1948 : Trouble Preferred de James Tinling : Virginia Evans
- 1949 : Tucson de William F. Claxton : Polly Johnson
- 1949 : Arson, Inc. (en) de William Berke : Betty, la secrétaire de Fender
- 1950 : Les Filles à papa (The Daughter of Rosie O'Grady) de David Butler : Katie O'Grady
- 1950 : Hi-Jacked (en) de Sam Newfield : Jean Harper
- 1951 : Chicago Calling (en) de John Reinhardt : Peggy
- 1952 : La Star (The Star) de Stuart Heisler : serveuse (non crédité)
- 1968 : Le Grand Frisson (Live a Little, Love a Little) de Norman Taurog : femme no 1 (non crédité)
- 1968 : Rogue's Gallery de Leonard Horn : Mrs. Hassanover
- 1973 : Nos plus belles années (The Way We Were) de Sydney Pollack : Peggy Vanderbilt
- 1974 : The Spectre of Edgar Allan Poe de Mohy Quandour : Sarah